# Love Hostel
Love Hostel es una película india de 2022 de suspense romántico en lengua hindi dirigida por Shanker Raman y producida por Gauri Khan, Manish Mundra y Gaurav Verma bajo la marca Red Chillies Entertainment y Drishyam Films. Cuenta con Bobby Deol, Vikrant Massey y Sanya Malhotra en los papeles principales. La película se estrenó el 25 de febrero de 2022 en ZEE5.

## Argumento
Completamente enamorados, Ahmed y Jyoti han decidido pasar el resto de sus vidas juntos. Conscientes de que sus familias no lo aprobarán, ya que cada uno procede de una religión diferente, la pareja decide fugarse y casarse en secreto. Esta decisión los pone en peligro, ya que ahora son perseguidos por Vijay Singh Dagar, un despiadado mercenario que no parará hasta encontrarlos y "corregirlos".

## Reparto
- Bobby Deol como Vijay Singh Dagar
- Vikrant Massey como Ahmed Shaukeen / Ashu
- Sanya Malhotra como Jyoti Dilawar
- Raj Arjun como DCP Sushil Rathi[5]
- Yudhvir Ahlawat Como Rakesh Dilawar
- Simran Rawal Como Babli Dilawar
- Aditi Vasudev Como Nidhi Dahiya
- Yogesh Tiwari Como Randhir Dilawar (Jyoti  Padre)
- Kumkum Jain Como Savita Dilawar (Jyoti  Madre)
- Sonal Jha Como Sujata Rathi (DCP  mujer)
- Swaroopa Ghosh Como MLA Kamala Dilawar
- Akshay Oberoi Como Diler

## Producción
Los planes para crear Love Hostel se anunciaron por primera vez en octubre de 2020. Shanker Raman escribió el guion de Love Hostel, con la previsión de que también fuera el director de la película. Mientras escribía el guion y desarrollaba la película se centró en "cuestiones del corazón y la mente" y también se centró en cuestionar "en qué se ha convertido nuestra sociedad pero también los caminos que tomamos para resolver nuestros problemas". La película también se centra en los crímenes de honor.  Vikrant Massey y Sanya Malhotra fueron contratados para interpretar a dos de los personajes centrales de la película y la fotografía principal comenzó el 23 de febrero de 2021 en el distrito de Patiala, en Punjab. Gauri Khan, Gaurav Verma y Manish Mundra actuaron como productores y la película se creó como una producción conjunta entre Red Chillies Entertainment y Drishyam Films.
También se ha confirmado que Bobby Deol actuará en la película. Al principio se mostró reacio a participar en la producción. Raman y su equipo reescribieron el guion con la esperanza de atraer al actor, que aceptó unirse al reparto tras leer este segundo borrador. El director ha declarado que estos cambios "elevaron el cociente emocional de la película". En un artículo anterior al estreno de la película, Deol describió a su personaje como "un personaje muy interesante que tiene un viaje bastante retorcido" y que las acciones del personaje fueron causadas por algo que "sucedió un día que le cambió por completo. Así que ahora todo lo que hace, lo hace a su manera" El guion de la película exigía que su personaje mascara tabaco, lo que obligaba a Deol a masticar un trozo de algodón en las escenas en las que Dagar mastica y habla.
El rodaje se detuvo temporalmente debido a que los agricultores locales protestaron por las leyes de agricultura de la India de 2020. Los agricultores manifestaron su descontento por el hecho de que la familia de Deol no expresara su apoyo a la protesta. Otros manifestantes habían interrumpido igualmente el rodaje de otra película el mes anterior. El rodaje fue detenido una vez más por los manifestantes antes de que pudiera comenzar. El rodaje terminó el 31 de julio de 2021. Sanya Malhotra comentó que el rodaje de la película fue emotivo y duro para todos ellos debido a los temas y la trama de la película, y señaló además que tuvo problemas para dormir durante el rodaje.

## Lanzamiento
Love Hostel se estrenó en ZEE5 el 25 de febrero de 2022. The Indian Express escribió favorablemente sobre el tráiler, afirmando que la película "promete ser un drama romántico convincente con un ángulo de crimen espantoso." GQ India calificó el tráiler como uno de los "mejores tráilers de 2022 (hasta ahora)".

La música de la película está compuesta por Jeet Gannguli, Clinton Cerejo y Bianca Gomes con letras escritas por Manoj Yadav y Siddhant Kaushal.
| Track listing |                 |              |          |  |
| N.º           | Título          | Singer(s)    | Duración |  |
| 3.            | «Dirty Dagar»   | Instrumental |          |  |
| 16.           | «Dagar’s Theme» |              |          |  |
| 18.           | «Chali Aa»      |              |          |  |

## Recepción
Stutee Ghosh, de The Quint, calificó la película con un 4,5/5 y escribió: "Las extraordinarias interpretaciones de Vikrant y Sanya se ven complementadas admirablemente por Bobby Deol. Qué triunfo para Shankar Raman, que sigue mejorando". Saibal Chatterjee, de NDTV, calificó la película con un 4/5 y escribió: "No hemos visto nada tan intrépido y potente como Love Hostel en mucho, mucho tiempo". Shantanu Ray Chaudhuri, de The Free Press Journal, calificó la película con un 4/5 y escribió: "Bobby Deol destaca: es una mirada aterradora y distópica a una tierra que no es país para jóvenes amantes". Shubhra Gupta, de Indian Express, calificó la película con un 3,5/5 y escribió: "En comparación con 'Gurgaon', de Shanker Raman, 'Love Hostel' es más inmediata en su ejecución, lo que hace que su violencia incesante sea más impactante". Sukanya Verna, de Rediff, calificó la película con un 3,5/5 y escribió: "Es un campo de minas sin ley, despiadado e interminable, donde la incertidumbre y el fanatismo van de la mano y el patriarcado es una conclusión inevitable". Shubham Kulkarni, de Koimoi, calificó la película con un 3/5 y escribió: "La evolución del espacio OTT ha permitido a los realizadores hacer películas sin añadir trucos románticos populares y contar historias crudas".
Anna MM Vetticad, de Firstpost, calificó la película con un 3/5 y escribió: "Los pros y los contras de Love Hostel quedan en la sombra, sin embargo, por su completa falta de prevaricación en su representación de la actual guerra de la India contra el amor". Rachana Dubey, de The Times of India, dio a la película una calificación de 2,5/5 y escribió: "Sanya, Vikrant y Bobby realizaron actuaciones honestas. El crítico del Hindustan Times, Devarsi Ghosh, también se hizo eco de la misma, calificándola de "thriller bien dirigido pero mal escrito" Sowmya Rajendran, de The News Minute, comparó la película con NH10 (2015) y Sairat (2016) y afirmó: "Love Hostel oscila entre chispazos de buena escritura y falta de imaginación en el desarrollo de la trama." Nandini Ramnath, de Scroll.in, calificó la película de "thriller improbable sobre los crímenes de honor" y se preguntó "si Love Hostel funciona como exposición de la cultura de los crímenes de honor es algo que siempre se puede debatir"